# September 1937
| Deze maand                                                                             |
| -------------------------------------------------------------------------------------- |
| - Conferentie van Nyon betreffende Middellandse Zee - Japan bombardeert Chinese steden |

De volgende gebeurtenissen speelden zich af in september 1937. 
- 2[1] - De afgetreden regering van Siam keert terug in functie.
- 4[1] - De Nederlandse regering verklaart haar banden met de Republikeinse regering van Spanje aan te houden en niet over te gaan tot erkenning van de regering-Franco.
- 5[1] - Japan kondigt een blokkade van de gehele Chinese kust af.
- 7[1] - In Duitsland wordt het lied Siegreich wollen wir Frankreich schlagen verboden.
- 7 - In Neurenberg houdt de NSDAP haar 'partijdag van de arbeid'.
  - De eerste winnaars van de Duitse nationale prijs voor kunst en wetenschap worden bekendgemaakt: partijideoloog Alfred Rosenberg, de artsen August Bier en Ferdinand Sauerbruch en ontdekkingsreiziger Wilhelm Filchner.
- 8[1] - Na afloop van een bijeenkomst van de Kleine Entente verklaart de Roemeense minister Ion Antonescu dat zijn land het pact tussen Tsjecho-Slowakije en de Sovjet-Unie toejuicht.
- 8 - De Kamer van volksvertegenwoordigers verklaart in grote meerderheid haar vertrouwen in premier Paul van Zeeland en zijn regering. De volgende dag doet de senaat hetzelfde.
- 8 - De Nieuwe Kerk in Delft wordt na een grootschalige restauratie officieel opnieuw ingewijd.
- 10 - Conferentie van Nyon: Op een conferentie in Nyon wordt besloten dat het Verenigd Koninkrijk en Frankrijk gezamenlijk de Middellandse Zee gaan patrouilleren. De oostelijke Middellandse Zeelanden patrouilleren hun eigen wateren, de Sovjet-Unie neemt niet deel. Italië, dat uit protest tegen de Russische beschuldigingen van piraterij niet aanwezig was, wordt uitgenodigd aan de patrouilles deel te nemen.
- 11[1] - Australië besluit tot een forse verhoging van de uitgaven voor defensie.
- 14 - Italië weigert zich bij het akkoord van Nyon aan te sluiten, tenzij het volledige gelijkstelling met het Verenigd Koninkrijk en Frankrijk krijgt.
- 15 - China roept de hulp in van de Volkenbond voor haar verdediging tegen de aanvallen door Japan.
- 16 - In Mexico wordt de Banco de Mexico de enige circulatiebank en krijgt hij de controle over de valuta in handen.
- 16 - De Volkenbond neemt besluiten betreffende China, Palestina en Spanje:
  - De Commissie van 23 uit 1933, die de situatie in Oost-Azië onderzoekt, wordt weer bijeengeroepen
  - Het Verenigd Koninkrijk zal de verdeling van Palestina verder bestuderen, de Volkenbond heeft echter nog niet met een dergelijke verdeling ingestemd
  - De bespreking van de Spaanse kwestie wordt tot de volgende vergadering uitgesteld
- 18 - In zijn rede ter herdenking van de 150e verjaardag van de Amerikaanse grondwet keert president Roosevelt zich fel tegen de dictatuur.
- 18 - De Japanners veroveren een groot deel van de spoorweg van Peking naar Hankou. De Chinezen moeten vluchten.
- 19 - Cordell Hull, de Amerikaanse minister van buitenlandse zaken, verklaart in een rede dat een politiek van zuivere isolatie niet houdbaar is.
- 20 - Spanje en Turkije worden niet herkozen als niet-permanent lid van de Volkenbondsraad.
- 20 - Nationalistische Spaanse militairen trachten in Brest een Republikeinse duikboot te ontvreemden.
- 22[1] - Na 2 jaar onderhandelen komen de oppositiepartijen in Joegoslavië tot een vergelijk. Namens hen vraagt de Kroatische leider Vladko Maček aan prins-regent Paul om de macht aan hen over te dragen.
- 22 - Het Verenigd Koninkrijk en Frankrijk beëindigen de controles langs de Spaanse kust, omdat ze van mening zijn dat de schepen beter ingezet kunnen worden in de strijd tegen de piraterij op de Middellandse Zee.
- 25 - Hoewel sommigen oordeelden dat de Belgische Regering-Van Zeeland II zich in een regeringscrisis bevond en verwachtten dat er ministers uit de regering zouden stappen, gebeurde dat niet. De regering verklaart zich actief te zullen bezighouden met het oplossen van de taalkwestie.
- 26[1]  - Iran en Peru worden gekozen tot niet-permanente leden van de Volkenbondsraad.
- 26[1] - De Nederlandse minister van sociale zaken Carl Romme weigert de steunnormen en werkverschaffingslonen te verhogen, zoals door de vakbonden was gewenst.
- 26[1] - Italië verklaart geen nieuwe 'vrijwilligers' naar Spanje te zenden.
- 26[1] - De Nederlandse regering dient plannen in ter vergroting van de dienstplicht.
- 26 - De ontwapeningscommissie van de Volkenbond beëindigt haar zitting na twee sessies, stellende dat in het huidige tijdsgewricht ontwapening geen kans lijkt te maken.
- 26 - De Storstrømbrug tussen de eilanden Seeland en Falster wordt geopend. Met 3200 meter is het de langste brug van Europa.
- 27[1]  - Japan bombardeert Nanking, Kanton en vele andere Chinese steden. De Verenigde Staten, het Verenigd Koninkrijk en Frankrijk protesteren tegen het bombarderen van burgerdoelen.
- 27-29 - Benito Mussolini bezoekt Adolf Hitler in Berlijn.
- 28 - De vergadering van de Volkenbond veroordeelt met algemene stemmen het bombarderen van open Chinese steden door Japan.
- 29[1] - Zweden trekt 185 miljoen kronen verdeeld over 5 jaar uit om zijn vloot te versterken.
- 29 - Paus Pius XI doet de encycliek Ingravescentibus Malis uitgaan, waarin hij oproept te vertrouwen op Maria en de Rozenkrans te bidden.
- 29 - De Nederlandse wielrenner Frans Slaats verbetert het werelduurrecord wielrennen tot 45,558 kilometer.
- 30[1] - België wordt gekozen tot niet-permanent lid van de Volkenbondsraad.
- 30 - In Parijs wordt een akkoord getekend tussen het Verenigd Koninkrijk, Frankrijk en Italië, waarmee Italië toetreedt tot het akkoord van Nyon.
- 30 - Japan weigert bij de Volkenbond het bombarderen van Chinese steden te staken.

en verder:
- De Sovjet-Unie beschuldigt Italië van het torpederen van Russische schepen, en noemt dit piraterij.

<< · januari · februari · maart · april · mei · juni · juli · augustus · september · oktober · november · december · >>